# Gaspar Noé
Gaspar Noé (ur. 27 grudnia 1963 w Buenos Aires) – argentyńsko-francuski reżyser, scenarzysta, operator, montażysta i producent filmowy. Autor głośnego thrillera z Monicą Bellucci i Vincentem Casselem Nieodwracalne (2002), a także Wkraczając w pustkę (2009), Love (2015) czy Climax (2018).

## Życiorys

### Wczesne lata
Urodził się w Buenos Aires w Argentynie jako syn argentyńskiego artysty malarza Luisa Felipe Noé'go (ur. 26 maja 1933). Jego matka, nauczycielka języka angielskiego w Argentynie, miała irlandzkie korzenie. Jego rodzice byli ateistami.
W 1976 wraz z rodziną wyemigrował do Stanów Zjednoczonych, aby w tym czasie uniknąć niebezpiecznej sytuacji politycznej w Argentynie. Przez krótki czas przebywał w Nowym Jorku, zanim wraz z rodziną przeniósł się do Francji. Zamieszkał w Paryżu, gdzie w wieku 17 lat ukończył tamtejsze École Louis-Lumière.

### Kariera
Zaczynał od filmów krótkometrażowych, m.in. Carne (1991), za które otrzymał nagrody na festiwalach w Avignon i Cannes. W 1998 wyreżyserował swój pełnometrażowy debiut fabularny Sam przeciw wszystkim, będący sequelem Carne. Bardzo głośny okazał się jego drugi film, czyli Nieodwracalne (2002). Kontrowersje wzbudzała głównie kilkunastominutowa scena brutalnego gwałtu, a także ukazanie morderstwa za pomocą gaśnicy.
Jednym źródłem inspiracji Noé'go był film 2001:Odyseja kosmiczna Stanleya Kubricka, do którego czasami nawiązywał w swoich pracach.
W 2003 wyreżyserował teledysk do piosenki „Protège Moi” zespołu Placebo. Klip nie został oficjalnie wydany ze względu na odważne sceny erotyczne.
W 2013 był autorem projektu okładki debiutanckiego albumu Night Time, My Time amerykańskie piosenkarki Sky Ferreira.
W 2015 zrealizował w 3D film Love, który premierowo pokazano na Międzynarodowym Festiwalu Filmowym w Cannes. Tam też, trzy lata później, Noé pokazał w sekcji Quinzaine des Réalisateurs film Climax, zdobywając Art Cinema Award. 

## Życie prywatne
Poślubił Lucile Eminę Hadžihalilović, francuską reżyserkę i scenarzystkę.
W 2019 doznał niemal śmiertelnego krwotoku śródmózgowego, co częściowo zainspirowało fabułę jego dramatu Vortex (2021).

## Nagrody i nominacje
| Rok  | Nagroda                                                           | Kategoria                                   | Tytuł                                    | Rezultat  |
| ---- | ----------------------------------------------------------------- | ------------------------------------------- | ---------------------------------------- | --------- |
| 1991 | Avignon Film Festival                                             | Prix Tournage                               | Carne                                    | Wygrana   |
| 1991 | Międzynarodowy Festiwal Filmowy w Cannes                          | SACD Award                                  | Carne                                    | Wygrana   |
| 1992 | Międzynarodowy Festiwal Filmowy w Porto                           | Najlepszy film                              | Carne                                    | Nominacja |
| 1998 | Kataloński Międzynarodowy Festiwal Filmowy w Sitges               | Najlepszy scenariusz                        | Sam przeciw wszystkim (Seul contre tous) | Wygrana   |
| 1998 | Kataloński Międzynarodowy Festiwal Filmowy w Sitges               | Najlepszy film                              | Sam przeciw wszystkim (Seul contre tous) | Nominacja |
| 1998 | Międzynarodowy Festiwal Filmowy w Cannes                          | Mercedes-Benz Award                         | Sam przeciw wszystkim (Seul contre tous) | Wygrana   |
| 1998 | Międzynarodowy Festiwal Filmowy Molodist w Kijowie                | Najlepszy fikcyjny film pełnometrażowy      | Sam przeciw wszystkim (Seul contre tous) | Nominacja |
| 1998 | Międzynarodowy Festiwal Filmów Frankofońskich w Namurze           | Złoty Bayard                                | Sam przeciw wszystkim (Seul contre tous) | Nominacja |
| 1998 | Międzynarodowy Festiwal Filmowy w Sztokholmie                     | Brązowy Koń                                 | Sam przeciw wszystkim (Seul contre tous) | Nominacja |
| 1998 | Festiwal Filmowy w Sarajewie                                      | Międzynarodowa Federacja Krytyków Filmowych | Sam przeciw wszystkim (Seul contre tous) | Wygrana   |
| 1999 | Buenos Aires International Festival of Independent Cinema         | Najlepszy film                              | Sam przeciw wszystkim (Seul contre tous) | Nominacja |
| 2001 | Boston Underground Film Festival                                  | Najlepszy film festiwalowy                  | Sam przeciw wszystkim (Seul contre tous) | Wygrana   |
| 2002 | Międzynarodowy Festiwal Filmowy w Sztokholmie                     | Brązowy Koń                                 | Nieodwracalne (Irreversible)             | Wygrana   |
| 2002 | Międzynarodowy Festiwal Filmowy w Cannes                          | Złota Palma                                 | Nieodwracalne (Irreversible)             | Nominacja |
| 2004 | Bodil Awards                                                      | Najlepszy nieamerykański film               | Nieodwracalne (Irreversible)             | Nominacja |
| 2009 | Kataloński Międzynarodowy Festiwal Filmowy w Sitges               | Nagroda specjalna Jury                      | Wkraczając w pustkę (Enter the Void)     | Wygrana   |
| 2009 | Kataloński Międzynarodowy Festiwal Filmowy w Sitges               | Najlepszy film                              | Wkraczając w pustkę (Enter the Void)     | Nominacja |
| 2009 | Międzynarodowy Festiwal Filmowy w Cannes                          | Złota Palma                                 | Wkraczając w pustkę (Enter the Void)     | Nominacja |
| 2015 | Międzynarodowy Festiwal Filmowy w Cannes                          | Queerowa Palma                              | Love                                     | Nominacja |
| 2015 | Międzynarodowy Festiwal Sztuki Autorów Zdjęć Filmowych Camerimage | Najlepszy film 3D                           | Love                                     | Wygrana   |
| 2018 | Międzynarodowy Festiwal Filmowy w Cannes                          | Art Cinema Award                            | Climax                                   | Wygrana   |

## Filmografia
- 1985: Tanga dla Gardela (El exilio de Gardel: Tangos) - obsada aktorska
- 1985: Tintarella di luna (film krótkometrażowy) - reżyseria
- 1987: Pulpe amère (film krótkometrażowy) - reżyseria
- 1991: Carne - scenariusz, reżyseria
- 1995: Le rocher d'Acapulco - obsada aktorska - jako Jean-Marc (głos)
- 1996: Doberman (Dobermann) - obsada aktorska
- 1998: Sodomici (Sodomites; film krótkometrażowy) - scenariusz, reżyseria
- 1998: Sam przeciw wszystkim (Seul contre tous) - scenariusz, reżyseria, montaż
- 2002: Nieodwracalne (Irreversible) - scenariusz, reżyseria, zdjęcia, montaż
- 2006: We Fuck Alone, segment filmu Destricted
- 2009: Wkraczając w pustkę (Enter the Void) - scenariusz, reżyseria, montaż
- 2009: 42, segment filmu 42 One Dream Rush
- 2012: 9 meses... ¡De condena!
- 2012: Ritual, segment filmu 7 dni w Hawanie (7 días en la Habana),
- 2015: Love - scenariusz, reżyseria, producent, montaż, obsada aktorska
- 2018: Climax  - scenariusz, reżyseria, montaż
- 2019: Lux Æterna - scenariusz, reżyseria
- 2021: Vortex - scenariusz, reżyseria

## Teledyski
| Rok  | Tytuł               | Artysta                                               |
| ---- | ------------------- | ----------------------------------------------------- |
| 1998 | „Insanely Cheerful” | Bone Fiction                                          |
| 2002 | „Stress”            | Thomas Bangalter (ze ścieżki dźwiękowej Irréversible) |
| 2003 | „Outrage”           | Thomas Bangalter (ze ścieżki dźwiękowej Irréversible) |
| 2004 | „Je Suis si Mince”  | Arielle                                               |
| 2004 | „Protège-Moi”       | Placebo                                               |
| 2012 | „Applesauce”        | Animal Collective                                     |
| 2012 | „Love in Motion”    | SebastiAn                                             |
| 2012 | „We No Who U R”     | Nick Cave and the Bad Seeds                           |